# Carl Marstrander

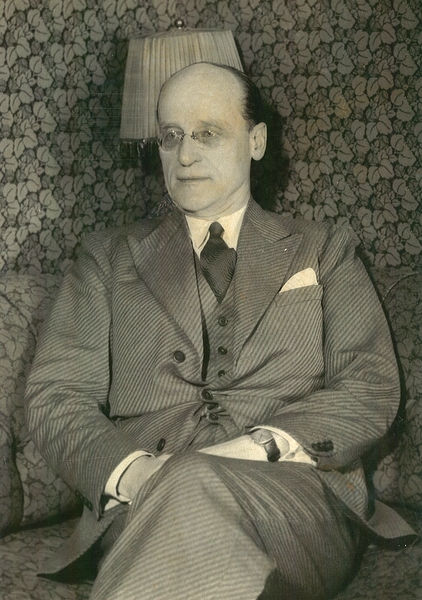
Carl Marstrander

Carl Johan Sverdrup Marstrander (* 26. November 1883 in Kristiansand, Norwegen; † 23. Dezember 1965 in Oslo) war ein norwegischer Keltologe und Indogermanist, germanistischer Mediävist, Linguist und Runenforscher. Er war Lehrstuhlinhaber für Keltologie an der Universität Kristiania in Oslo.
Marstrander entstammte gutbürgerlichen Verhältnissen, sein Vater Frederik war Schulrektor, seine Mutter war Christiane Henriette (geborene Brodtkorb Sverdrup). Er machte 1902 sein Abitur in seiner Geburts- und Heimatstadt und wechselte im Anschluss bis 1903 an eine Unteroffiziersschule der norwegischen Streitkräfte.
Von 1903 bis 1907 studierte er in Oslo Klassische Philologie, Indogermanistik und Keltische Sprache, unter anderen bei Sophus Bugge und Alf Torp. Im Rahmen seines keltischen Studiums führte ihn 1907 ein Studienaufenthalt auf die Insel Great Blasket, der Hauptinsel der Blasket Islands, vor der Südküste Irlands. Dort erarbeitete er mit dem Fischer und Chronisten Tomás Ó Criomhthain eine Bestandesaufnahme der irischen Sprache. 1908 erhielt er ein Stipendiat für vergleichende Sprachwissenschaften und von 1909 bis 1913 wurde er auf eine Professur für keltische und vergleichende Sprachwissenschaften der School of Irish Learning in Dublin berufen. Ab 1913 hatte er in Oslo einen für ihn persönlich eingerichteten Lehrstuhl für Keltische Philologie bis zur Emeritierung 1953 inne. In dieser Zeit hatte Marstrander von 1919 bis 1922 einen weiteren Studienaufenthalt in der französischen Bretagne. Seit 1928 war er auswärtiges Mitglied der Königlich Dänischen Akademie der Wissenschaften.
Forschungs- und Lehrgebiete Marstranders waren neben der Indogermanistik und Keltologie (Altirische Sprache, keltisch-italische und keltisch-nordische Sprachkontakte) die germanischen Sprachen, insbesondere die gotische, althochdeutsche und altsächsische Philologie sowie die Runologie. Akademische Schüler Marstranders sind: Hjalmar Borgstram, Ottar Grønvik, Gerd Høst, Magne Oftedal.

## Werke
- Miscellany presented to Kuno Meyer. By some of his friends and pupils on the occasion of his appointment to the chair of Celtic philology in the Univ. of Berlin (Hersg.) mit Osborn Joseph Bergin (Halle/S., Niemeyer, 1912)
- Bidrag til det norske sprogs historie i Irland (Kristiania, Skrifter utgitt av Videnskapsselskapet i Kristiania Hist.-Filo. Kl. 5, 1915)
- Caractere indo-europeen de la langue hittite (Kristiania, Skrifter utgitt av Videnskapsselskapet i Kristiania. II. Hist.-Filos. Kl. 2, 1918)
- De nordiske runeinnskrifter i eldre alfabet. Skrift og sprik i folkevandringstiden. I. Danske og svenske innskrifter (1952, Sonderdruck aus Zeitschrift: Viking 16 (1953), S. 1–277)